# تيمورلو (خدابندة)
تيمورلو هي قرية في مقاطعة خدابندة، إيران. يقدر عدد سكانها بـ 17 نسمة بحسب إحصاء 2016.